# بندوبشت
بندوبشت (بالفارسية: بندوبشت) (بالإنجليزية: Mazraeh-ye Bandubast)‏، قرية في ناحية صحراء باغ (بالفارسية: بخش صحراى باغ)، قسم عمادده الريفي، مقاطعة لارستان، محافظة فارس، إيران. يبلغ عدد سكانها حسب إحصاء عام 2006 ميلادية 15 نسمة في 4 عائلة.